# ポントワーズ
ポントワーズ (Pontoise) は、フランス中央部、イル＝ド＝フランス地域圏の都市であるヴァル＝ドワーズ県の県都である。ただし、県庁舎はニュータウンのセルジー＝ポントワーズのセルジー側にある。
セルジー＝ポントワーズ地区は、エコール・ポリテクニークなど多くの高等教育機関が属する「ヴェルサイユ大学区 (アカデミー・ド・ヴェルサイユ)」にあたるため、私立グランゼコールであるエセック・ビジネススクール（エセック経済商科大学院大学）や、セルジー＝ポントワーズ大学等がある。

## 文化
ポントワーズは印象派の重要な地点となった。カミーユ・ピサロはポントワーズに17年の間住んだ。他にもシャルル＝フランソワ・ドービニー、ポール・セザンヌ、フィンセント・ファン・ゴッホ、ギュスターヴ・カイユボットなどが住んだり、創作を行ったりした。

## 歴史
ポントワーズはヴェクサンの歴史的な首都であった。その設立はローマ時代に遡る。当時、オワーズ川の上にかかっているピトン (rock piton) が、"Chaussée Jules César"という名のローマ街道上の、ルテティア（現在のパリ）とRotomagus（現在のルーアン）の間にあった浅瀬の防御物を支えていた。この道は現在も存在し、パリからルーアンに向かう国道14号線の一部を成している。

## 人口統計
| 1962年 | 1968年 | 1975年 | 1982年 | 1990年 | 1999年 | 2006年 | 2012年 |
| ------ | ------ | ------ | ------ | ------ | ------ | ------ | ------ |
| 15 232 | 16 817 | 26 014 | 26 780 | 27 150 | 27 494 | 28 674 | 30 164 |

source=1999年までLdh/EHESS/Cassini、2004年以降INSEE

## 出身者
- アミーヌ・アリ - サッカー選手
- ムサ・デンベレ - サッカー選手
- ジョルダン・セポ - ラグビー選手
- ジョゼフ・ド・ギーニュ - 東洋史学者
- ジャン＝エリック・ベルニュ - レーシングドライバー
- ジャック・ヴァレ - 天文学者、UFO研究家
- シャルル・ルクレール - 軍人
- ニコラ・フラメル - 錬金術師
- フィリップ2世 - ブルゴーニュ公

## ギャラリー

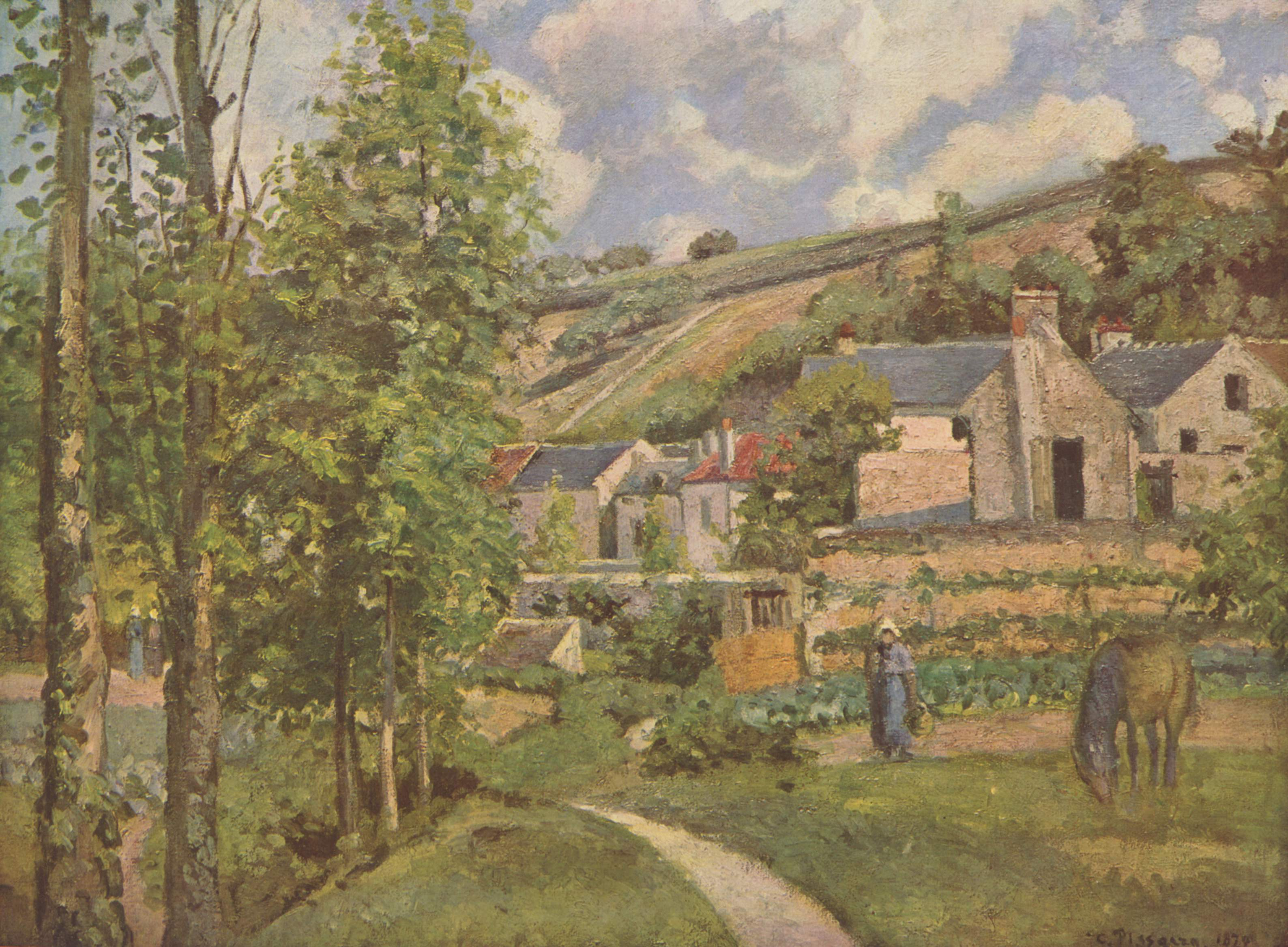
カミーユ・ピサロが描いたポントワーズ
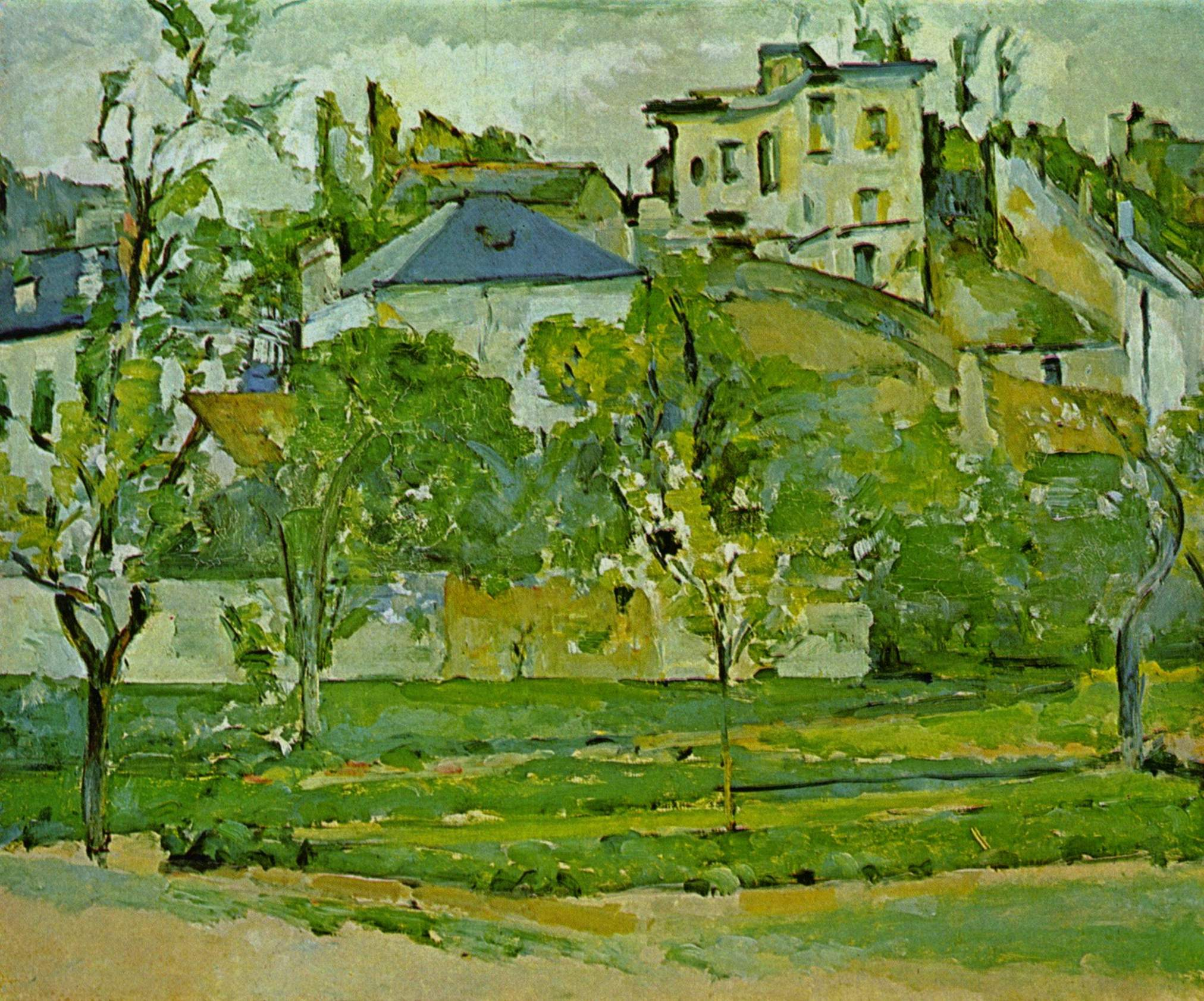
ポール・セザンヌが描いたポントワーズ